# Roccastrada
Roccastrada è un comune italiano di 8 746 abitanti della provincia di Grosseto in Toscana.

## Geografia fisica

### Territorio
Il territorio comunale si estende su una superficie di quasi 285 km², tra la pianura della Maremma Grossetana e le Colline Metallifere grossetane. Confina a nord con la provincia di Siena e i relativi comuni di Chiusdino e Monticiano, a est con il comune di Civitella Paganico, a sud-est con il comune di Campagnatico, a sud con il comune di Grosseto, a ovest con i comuni di Gavorrano e Massa Marittima e a nord-ovest con il comune di Montieri.
L'altitudine varia dai 42 metri s.l.m. di Sticciano Scalo ai 797 metri s.l.m. di Monte Alto, che superano di appena dieci metri la vetta di Sassoforte (787 metri s.l.m.), mentre la frazione comunale alla quota più elevata (560 metri s.l.m.) è quella di Sassofortino.
All'estremità meridionale dell'abitato passa il 43º parallelo.
- Classificazione sismica: zona 3 (sismicità medio-bassa), Ordinanza PCM 3274 del 20/03/2003

### Clima
I 2181 gradi giorno registrati nel centro di Roccastrada includono l'intero territorio comunale in zona E, consentendo l'accensione degli impianti di riscaldamento nel periodo 15 ottobre-15 aprile per un massimo di 14 ore giornaliere.
In base ai dati medi disponibili per il trentennio 1951-1980 per le stazioni meteorologiche situate all'interno del territorio comunale e di seguito riportati nella tabella, la temperatura media annua varia dai +12,8 °C di Roccatederighi (537 metri s.l.m.) ai +15,2 °C di Ribolla (50 metri s.l.m.). Le precipitazioni medie annue, pur presentando una difforme distribuzione nel territorio, sono influenzate dalla vicinanza delle vette delle Colline Metallifere, che creano effetto stau con venti di scirocco, ostro e libeccio: gli accumuli medi annui variano dagli 839 mm di Roccastrada ai 1.108 mm di Torniella, mentre i valori minimi dell'intero territorio comunale si registrano nella pianura attorno a sud della Fattoria di Monte Lattaia, ove si scende ben al di sotto degli 800 mm.
| Località       | altitudine       | temperatura media annua | precipitazioni medie annue | media di riferimento |
| -------------- | ---------------- | ----------------------- | -------------------------- | -------------------- |
| Torniella      | 442 metri s.l.m. | 13,2 °C                 | 1.108 mm                   | 1951-1980            |
| Roccatederighi | 537 metri s.l.m. | 12,8 °C                 | 945 mm                     | 1951-1980            |
| Roccastrada    | 479 metri s.l.m. | 13,1 °C                 | 839 mm                     | 1951-1980            |
| Ribolla        | 50 metri s.l.m.  | 15,2 °C                 | 854 mm                     | 1951-1980            |

- Classificazione climatica: zona E, 2181 GG
- Diffusività atmosferica: alta, Ibimet CNR 2002

## Storia
Il paese sorse in epoca medievale sulla vetta di una collina come possesso della famiglia Aldobrandeschi del ramo di Santa Fiora. 
Nel corso del Trecento, dopo una serie di lotte, dal 1313 venne conquistata dai Senesi che iniziarono lo sfruttamento delle vicine miniere di rame e argento e controllarono l'intera zona fino alla metà del Cinquecento, epoca in cui anche Roccastrada entrò a far parte del Granducato di Toscana, a seguito della definitiva caduta della Repubblica di Siena, avvenuta nel 1555. 
Nel 1700 Roccastrada ha dato i natali ad un insigne scienziato fisico-matematico, Domenico Bartaloni, docente all'Università di Pisa e Napoli. 
L'espansione urbanistica finora limitata alla sola rocca dove attualmente si trova il centro storico, dopo il 1865, con l'Unità di Italia, si amplia notevolmente. 
A fine 1800 una inedita lunga e dura lotta sindacale dei medici condotti locali per la libertà di pensiero, riesce a rimuovere il governo monarchico, sostituendolo con la democrazia repubblicana. 
Ad inizio 1900 la lotta popolare per la rivendicazione degli Usi Civici (uso dei boschi al fine di sostentamento del cittadino) dopo una lunga epica azione legale, si risolve nel 1904 con una grande vittoria del popolo, che celebra i loro avvocati difensori Giorgio Bellini di Firenze e Clemente Pellegrini di Venezia, con intestazione di una via e medaglia d'oro al valore civile. 
Il capoluogo vive una inedita e vivace epopea culturale e sociale durante la Belle Époque dal 1900 al 1914, con l'affermarsi dell'anticlericalismo e con l'azione politica della prima femminista della storia maremmana, Benigna Nativi, sorella minore di Dante Nativi noto leader socialista locale, accesa e attivissima conferenziera antimilitarista e anarchica.
La prima guerra mondiale vede il capoluogo martoriato da 78 militari caduti e un centinaio di feriti. 
Il Biennio Rosso del primo dopoguerra afferma il primo sindaco socialista in Natale Bastiani e il capo della Cooperativa di produzione e lavoro Dante Nativi, che vengono deposti con la forza dai fascisti nel 1921.
Il 24 luglio del 1921 la cittadina è stata teatro della strage di Roccastrada. Una domenica, dopo una spedizione di settanta fascisti comandati dal segretario del fascio di Grosseto, Dino Castellani, durata un paio di ore, e in seguito all'uccisione sulla via del ritorno del fascista Ivo Saletti, i fascisti diedero l'avvio a una rappresaglia che portò all'omicidio di dieci persone innocenti. I primi a cadere furono Tommaso Bartaletti e suo figlio Guido, e successivamente in seguito a colpi d'arma da fuoco e a pugnalate Angiolo Barni, Vincenzo Tacconi, Francesco Minocchieri, Luigi Nativi, Ezio Renato Checcucci, Giuseppe Regoli, Antonio Fabbri e Giovanni Gori. Il processo del 1923 per la morte del fascista Saletti accertò la colpevolezza di due comunisti roccastradini, fuggiti in Francia; gli altri fascisti, invece, furono amnistiati da Mussolini nel 1922 e la revisione del processo del 1946 contro gli stessi fascisti amnistiati, portò alla condanna dei principali autori della spedizione fascista, successivamente anch'essi amnistiati dal decreto legge Togliatti. (Vedi Atti dell'Archivio di Stato di Grosseto Corte di Assise 1923-1946).
Durante il primo regime fascista Roccastrada viene governata da 3 sindaci: il conte Mario Tolomei, il capo squadrista e poliedrico artista Alfeo Soldatini e il clerico monarchico Italo Maggi. Nel secondo periodo del fascismo il Maggi viene promosso Podestà, a cui succede il massone Venanzio Nelli e infine il clerico-fascista Luigi Ferrari.
La seconda guerra mondiale vede il capoluogo martoriato da 17 militari caduti e un centinaio di feriti. Dal 1944 nei boschi di Bagnolo è operativa la Brigata Gramsci che vede caduti 19 partigiani, tra cui il suo comandante Sady Basi. Il 23 giugno 1944 Roccastrada viene liberata dalle truppe USA, ma il passaggio del fronte provoca 175 abitazioni distrutte e 16 cittadini saltati in aria per le mine lasciate nascoste nelle case dai nazisti.
Dal 28 novembre 1943 al 9 giugno 1944, sotto la Repubblica Sociale Italiana, è stato operativo nei locali della sede estiva del Seminario vescovile di Grosseto nel territorio del comune di Roccastrada,  il campo di concentramento di Roccatederighi istituito alla scopo di raccogliervi gli ebrei italiani residenti a Grosseto e provincia, nonché i numerosi ebrei stranieri internati nei comuni della zona. Assieme alle strutture analoghe a Bagno a Ripoli, Bagni di Lucca e Civitella della Chiana, si trattò di uno dei quattro campi di concentramento adibiti in Toscana nel 1943-44 a luoghi di raccolta e transito per le deportazioni. 38 ebrei arrestati nella provincia di Grosseto furono trasferiti da Roccatederighi a Fossoli in due gruppi (uno in aprile, uno nel giugno 1944); di lì proseguiranno per Auschwitz dove troveranno quasi tutti la morte. Particolarmente toccante la fine ad Auschwitz della neonata ebra Gigliola Finzi, nata a Roccastrada nel febbraio 1944 e morta ad Auschwitz con i genitori nel maggio 1944.
Con la ricostruzione emergono, dalle file del Partito comunista, i sindaci Leno Rossi, dal 1951 al 1969, che detiene il record con 17 anni di governo e Giuliano Bartalucci dal 1969 al 1975, che gestisce saggiamente il disastro idrogeologico del 16-17 marzo 1969, che ha visto una frana, denominata vernacolarmente "dilombo", coinvolgere nel capoluogo 150 abitazioni con l'evacuazione di oltre 500 abitanti, poi ricollocati in nuove case popolari. 
Nel periodo fra il 1943 e il 1968 il parroco locale, Biagio Bailo, ingaggia una sorta di benefica competizione politica con la maggioranza comunista a suon di concrete realizzazioni di opere sociali, che faranno decollare il capoluogo nel settore assistenziale e formativo didattico.
Dal 2009 dal capoluogo è emersa la figura di Leonardo Marras quale presidente della Provincia di Grosseto e Assessore regionale che ha dato l'avvio alla espansione industriale del territorio.

### Simboli
Lo stemma è stato riconosciuto con D.P.C.M. del 21 gennaio 1961.
Il gonfalone, concesso con D.P.R. del 16 marzo 1961, è un drappo di bianco.

## Monumenti e luoghi d'interesse

### Architetture religiose

#### Chiese parrocchiali
- Chiesa di San Nicola

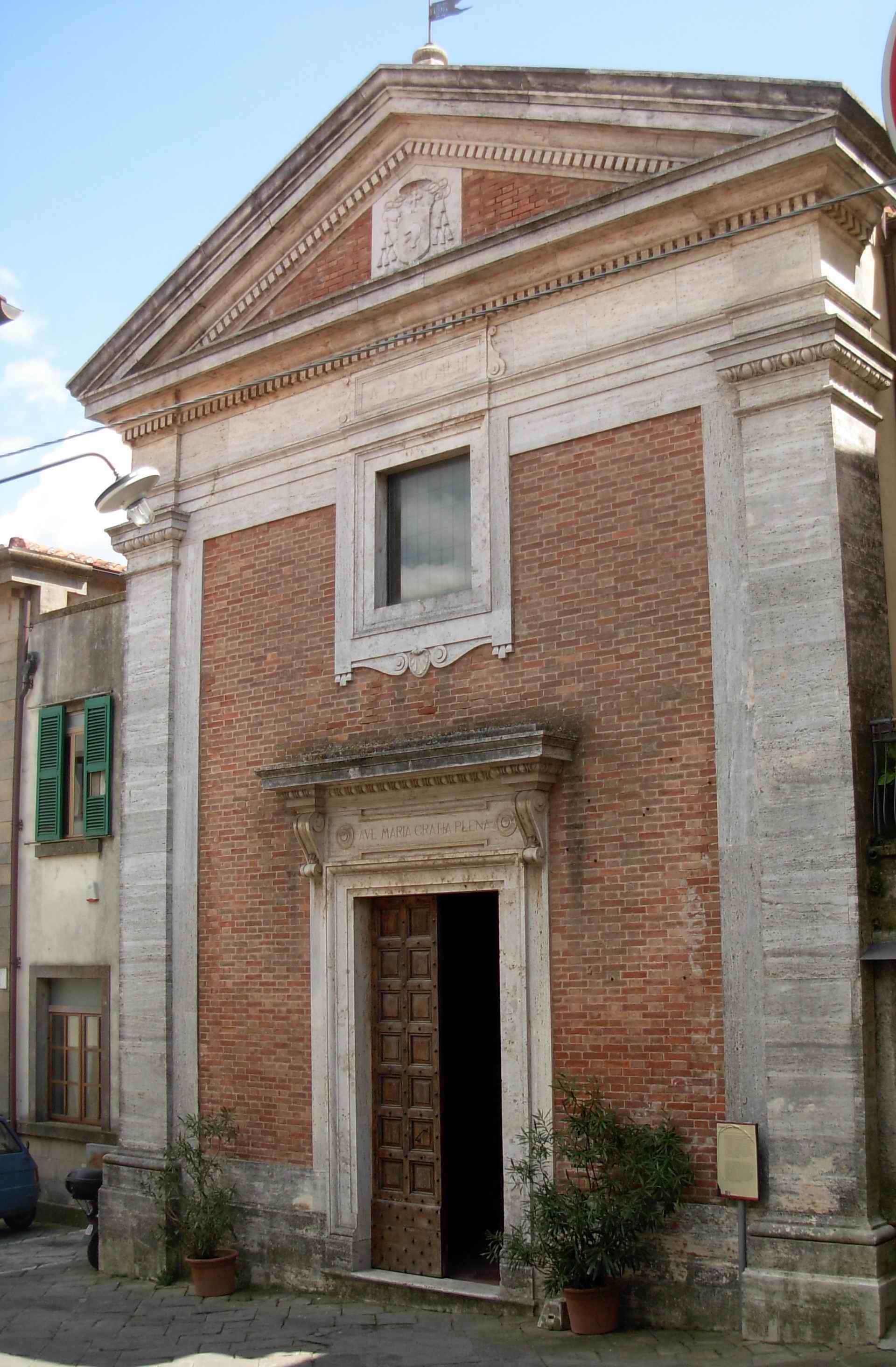
La chiesa di San Nicola a Roccastrada

- Chiesa di Sant'Andrea Apostolo a Montemassi
- Chiesa dei Santi Barbara e Paolo a Ribolla
- Chiesa di San Martino Vescovo a Roccatederighi
- Chiesa di San Michele Arcangelo a Sassofortino
- Chiesa di Maria Santissima Madre della Chiesa a Sticciano Scalo
- Chiesa di Sant'Antonio abate, in località Olmini di Sticciano
- Chiesa di San Giovanni Battista a Torniella

#### Chiese minori
- Chiesa della Madonna delle Grazie
- Chiesa di San Quirico a Roccastrada: trasformata
- Chiesa della Compagnia a Roccastrada: scomparsa negli anni trenta
- Chiesa di San Martino, nei dintorni di Roccastrada: trasformata
- Chiesa di Poggio Chiesino, nei dintorni di Roccastrada: ruderi
- Chiesa di San Cassiano, nei dintorni di Roccastrada: ruderi
- Chiesa di Litiano: scomparsa
- Chiesa di Santa Maria delle Grazie a Montemassi
- Chiesa di Santa Maria delle Grazie a Piloni
- Chiesa di Santa Benedetta, nei dintorni di Ribolla: trasformata
- Chiesa di San Sebastiano a Roccatederighi
- Chiesa della Santissima Concezione a Sticciano
- Chiesa del Santissimo Nome di Gesù a Sticciano: trasformata
- Chiesa di Santa Caterina a Sticciano: trasformata
- Chiesa dell'Immacolata Concezione e dei Santi Fabiano e Sebastiano a Torniella
- Chiesa della Compagnia a Torniella: trasformata
- Chiesa di Santa Sicutera nei pressi di Torniella: scomparsa
- Chiesa di San Lorenzo a Lattaia, nell'area tra la Fattoria di Lattaia e la Fattoria di Monte Lattaia: scomparsa
- Chiesa di Santa Maria della Grazie a San Grappolo: ruderi
- Chiesa di San Giusto a Lavaiano: scomparsa
- Chiesa di Santa Lucia al Castello di Sassoforte: ruderi

#### Pievi
- Pieve di Caminino
- Pieve di Santa Maria a Fornoli: trasformata
- Pieve di Santa Maria, nei pressi di Torniella: ruderi
- Pieve di San Giovanni al Bagnolo: ruderi
- Pieve di San Biagio a Lattaia, presso la Fattoria di Lattaia: scomparsa e sostituita dall'omonima cappella.
- Pieve di Tabiano, presso la Fattoria di Monte Lattaia: scomparsa e sostituita dalla cappella gentilizia.

#### Abbazie
- Abbazia di San Salvatore a Giugnano

#### Cappelle
- Cappella di San Leonardo (Castello del Belagaio)
- Cappella di San Feriolo (Tenuta di Caminino)
- Cappella della Madonna del Buon Incontro: ruderi
- Cappella delle Capannacce: ruderi
- Cappella di San Biagio a Lattaia
- Cappella di Sant'Antonio a Monte Lattaia
- Cappella delle Pescine, nei dintorni di Sticciano
- Cappella di Sant'Anna alla Pescaia, presso Villa Tolomei
- Cappella di San Giusto a Lavaiano
- Oratorio di San Feriolo al Peruzzo

### Architetture civili
- Torre dell'Orologio a Roccastrada
- Teatro dei Concordi a Roccastrada

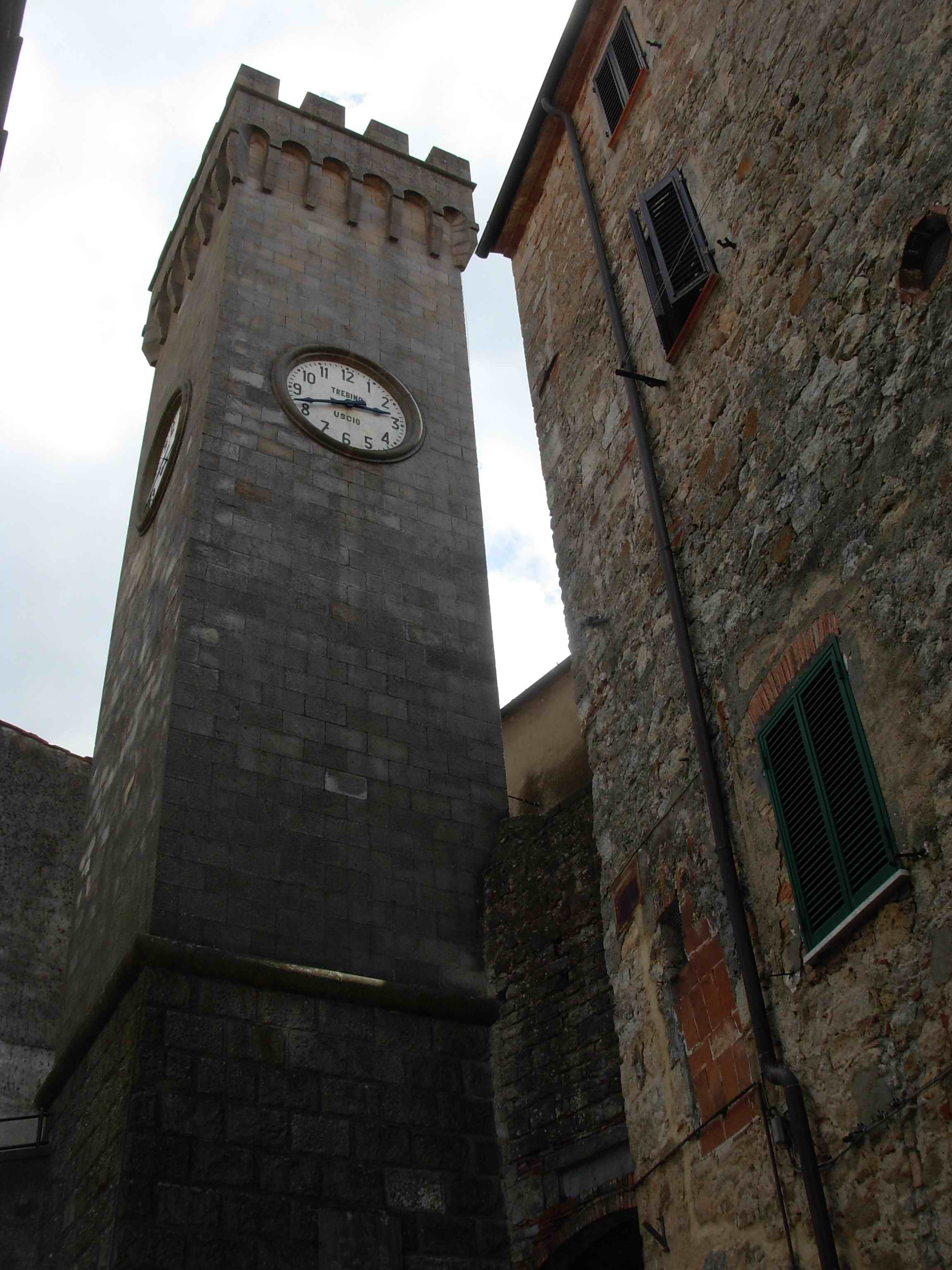
Roccastrada: la torre dell'orologio

- Torre dell'Orologio a Roccatederighi
- Fontona a Roccatederighi
- Palazzo del Capezzolo a Montemassi
- Fattoria di Peruzzo
- Fattoria di Monte Lattaia
- Fattoria di Lattaia
- Villa Tolomei
- Tenuta di Caminino
- Ferriera di Torniella

### Architetture militari

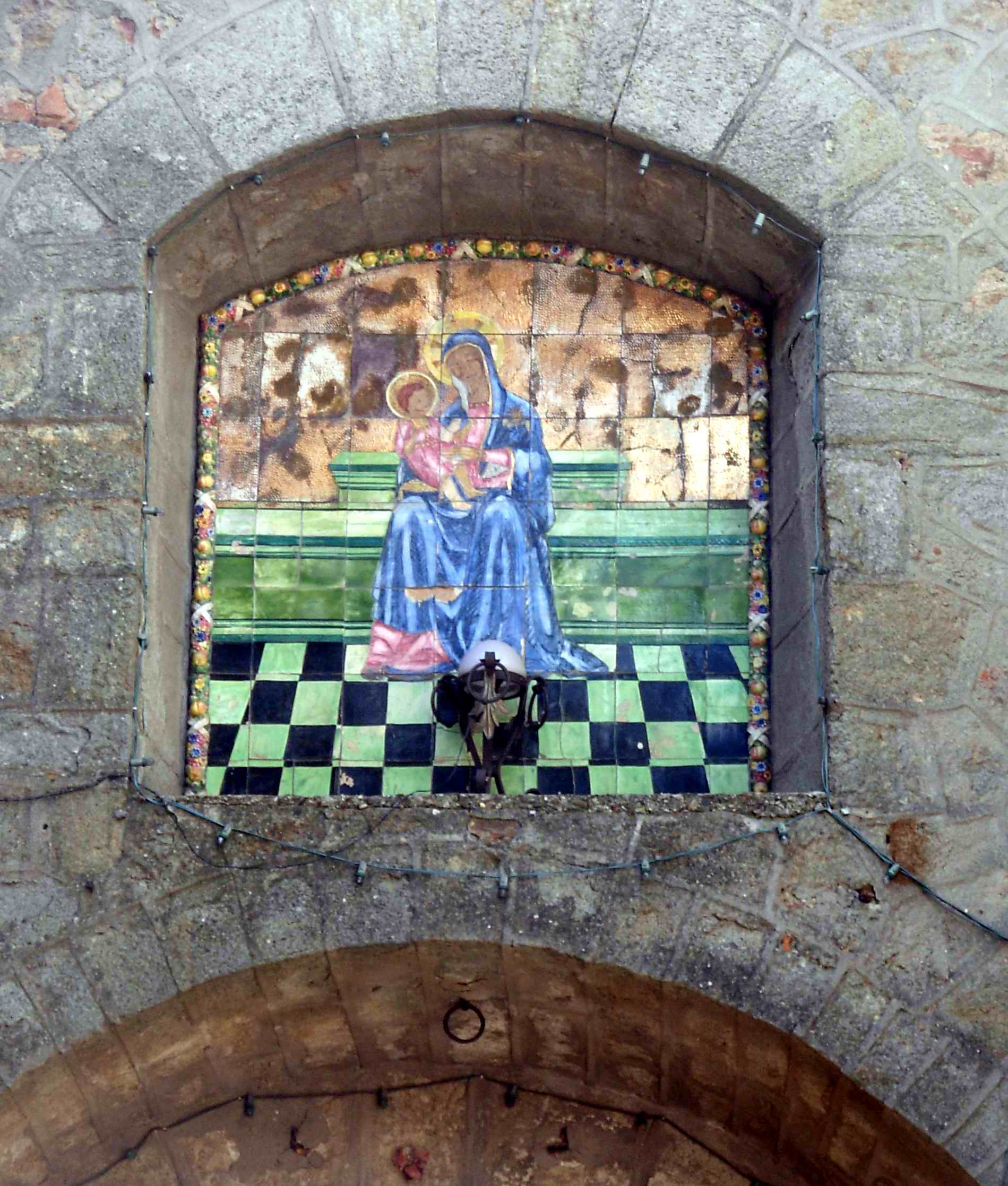
Tabernacolo lungo le Mura di Roccastrada presso Porta di Borgo

#### Cinte murarie
- Mura di Roccastrada
- Mura di Roccatederighi
- Mura di Montemassi
- Mura di Torniella

#### Castelli e fortificazioni
- Castello di Montemassi
- Castello del Belagaio
- Castello di Sassoforte

### Aree naturali
- Riserva naturale Farma
- Riserva naturale La Pietra
- Riserva naturale Belagaio
- Oasi faunistica di Monte Leoni
- Biotopo del Sassoforte

### Altro
- Parco fotovoltaico di Sticciano, ultimato nel 2008, si trova nella pianura nei pressi di Sticciano Scalo.
- Cimitero di Roccastrada

## Società

### Evoluzione demografica
Abitanti censiti

### Distribuzione degli abitanti
| Frazioni                | Abitanti (2011) | Altitudine |
| ----------------------- | --------------- | ---------- |
| Ribolla                 | 2 438           | 57         |
| Roccastrada (capoluogo) | 2 301           | 482        |
| Roccatederighi          | 773             | 537        |
| Sassofortino            | 748             | 560        |
| Sticciano               | 727             | 303        |
| Torniella               | 294             | 441        |
| Montemassi              | 188             | 280        |
| Piloni                  | 132             | 474        |
| Altre località          | 1 777           | -          |

### Etnie e minoranze straniere
Secondo i dati ISTAT al 31 dicembre 2009 la popolazione straniera residente era di 1 238 persone. Le nazionalità maggiormente rappresentate in base alla loro percentuale sul totale della popolazione residente erano:
- Macedonia del Nord, 374 - 3,88%
- Marocco, 159 - 1,65%
- Romania 138 - 1,43%
- Albania, 101 - 1,05%
- Germania, 96 - 1,00%

## Cultura

### Istruzione

#### Biblioteche
La Biblioteca comunale Antonio Gamberi è la principale biblioteca pubblica del comune. Fondata nel 1974, si trova in corso Roma e dispone di un patrimonio librario di oltre 8 500 volumi.

#### Musei
Roccastrada è uno dei sette Comuni che compongono il Parco Tecnologico Archeologico delle Colline Metallifere Grossetane. Le finalità istituzionali del Parco riguardano il recupero, la conservazione e la valorizzazione del patrimonio ambientale, storico-culturale e tecnico-scientifico delle Colline Metallifere, segnate in particolar modo dall'esperienza mineraria
I siti di competenza del Parco all'interno del territorio comunale di Roccastrada sono:
- Ferriere Farma
- Roccatederighi - miniera di Roccatederighi, miniera dell'Acquanera
- Poggio Mozzeto
- Ribolla

La porta del Parco cioè il centro di accoglienza e informazioni all'interno del comune di Roccastrada è situata presso il centro civico di Ribolla in Piazza della Libertà.

### Cinema
- Barabba (1961): scena della crocifissione
- La vita agra (1964): Ribolla

## Geografia antropica

### Frazioni
- Montemassi, borgo raffigurato in un affresco conservato all'interno del Palazzo Pubblico di Siena. L'opera, attribuita al celebre pittore Simone Martini, fu realizzata nel 1328 ed è nota con la denominazione "Guidoriccio da Fogliano all'assedio di Montemassi".

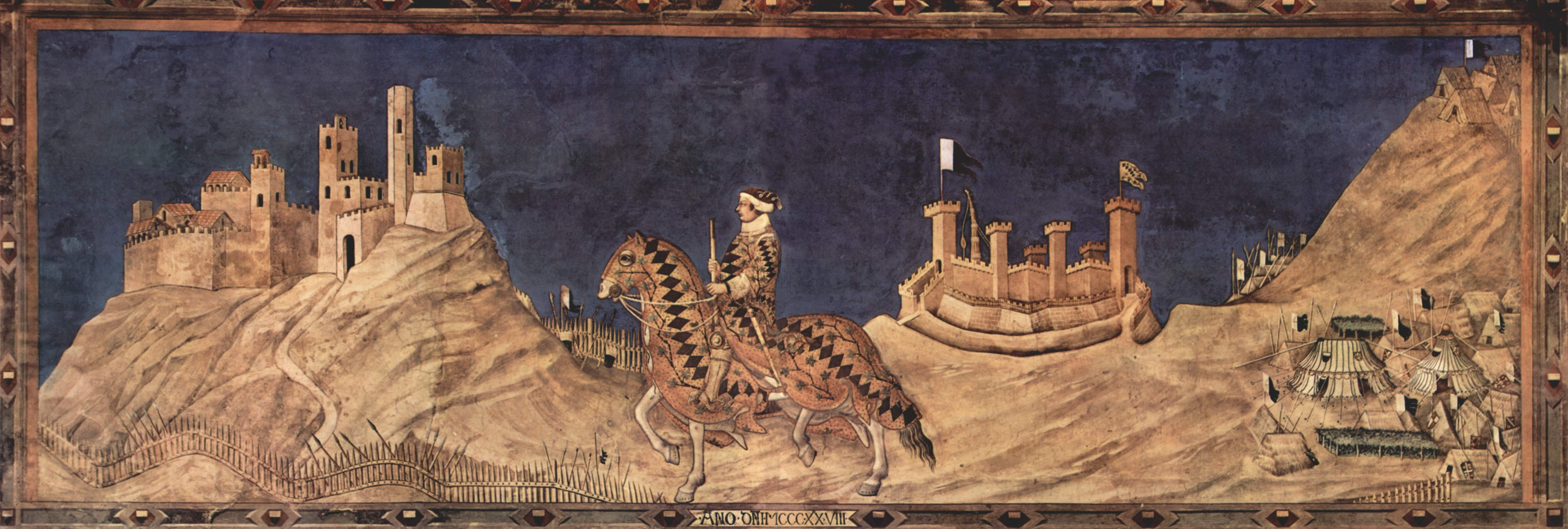
Simone Martini, Guidoriccio da Fogliano all'assedio di Montemassi (Siena, Palazzo Pubblico)

- Piloni, piccola frazione di origini recenti che nel Catasto Leopoldino di inizio Ottocento era segnalato come agglomerato di pochissime unità. La sua funzione è stata quella di villaggio di lavoratori legati alle attività dei boschi e alla lavorazione della pietra, come testimonia il nome, probabilmente sinonimo di "monoliti", "pilastri".
- Ribolla, principale frazione per numero di abitanti, fu teatro, il 4 maggio 1954, della più grave tragedia mineraria italiana del secondo dopoguerra. Un'esplosione di grisù provocò la morte di 43 persone nella sezione "Camorra Sud" della miniera di lignite.
- Roccatederighi, borgo medievale situato sulla cima di una collina a ovest di Roccastrada. Sorto in epoca medievale, il paese passò sotto il controllo dei Senesi nel corso del Trecento; a metà Cinquecento entrò a far parte del Granducato di Toscana.
- Sassofortino, sorto nel periodo tardomedievale con lo smantellamento del vicino e più antico insediamento di Sassoforte, situato sulla vetta del poggio che domina l'abitato.
- Sticciano, piccolo borgo medievale, l'ubicazione del centro storico è su una collina, che costituisce una delle ultime propaggini nord-occidentali del massiccio di Monte Leoni, mentre la parte moderna, denominata Sticciano Scalo, si è sviluppata nell'area pianeggiante e pedecollinare nei pressi dell'omonima stazione lungo la Ferrovia Siena-Grosseto.
- Torniella, frazione situata a nord del capoluogo comunale, non lontano dal confine con la provincia di Siena, in un'area a cavallo tra la Riserva naturale La Pietra a ovest e la Riserva naturale Torrente Farma a est. Il paese sorse in epoca medievale su una collina che domina il torrente Farma, come possesso della famiglia Aldobrandeschi.

## Economia

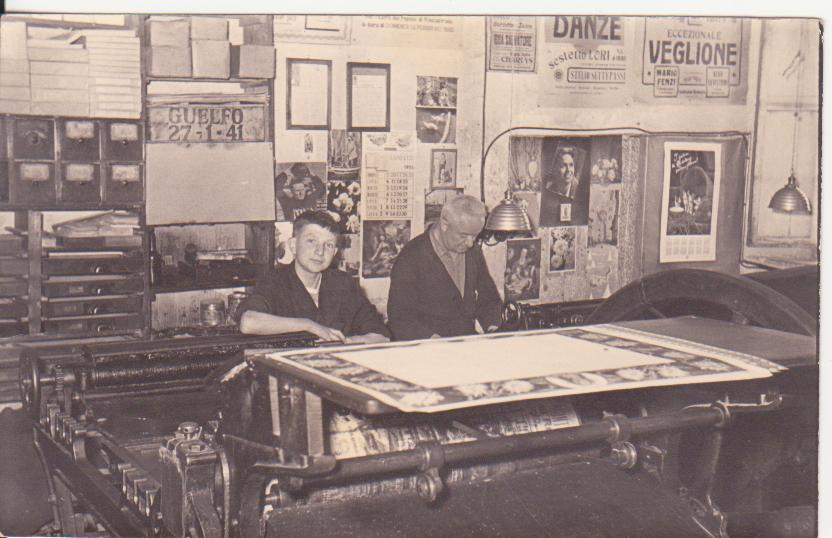
Nel secondo dopoguerra

### Industria
Roccastrada è dal 1870 sede delle Grafiche Vieri, azienda del settore dell'editoria e della stampa, fondata patriota garibaldino Giovanni Vieri.

## Infrastrutture e trasporti

### Ferrovie
- Ferrovia Grosseto-Siena
  - Stazione di Roccastrada
  - Stazione di Sticciano
- Ferrovia Ribolla-Giuncarico, dismessa

## Amministrazione
| Periodo        | Periodo         | Primo cittadino     | Partito         | Carica  | Note   |
| -------------- | --------------- | ------------------- | --------------- | ------- | ------ |
| 1981           | 1987            | Eldo Gorelli        | sinistra        | Sindaco | [ 17 ] |
| 3 agosto 1987  | 17 gennaio 1995 | Giancarlo Innocenti | centro-sinistra | Sindaco |        |
| 24 aprile 1995 | 14 giugno 1999  | Olinto Bartalucci   | centro-sinistra | Sindaco |        |
| 14 giugno 1999 | 8 giugno 2009   | Leonardo Marras     | centro-sinistra | Sindaco |        |
| 8 giugno 2009  | 26 maggio 2014  | Giancarlo Innocenti | centro-sinistra | Sindaco |        |
| 26 maggio 2014 | in carica       | Francesco Limatola  | centro-sinistra | Sindaco |        |

### Gemellaggi
- Zeiskam, dal 2002
- Artannes-sur-Indre
- Bonrepòs i Mirambell, dal 2006

## Sport
Nel comune hanno sede quattro società calcistiche: l'A.S.D. Roccastrada e l'A.S.D Ribolla 1926 che militano in Seconda Categoria, l'A.S.D. Alta Maremma e l'A.S:D. Sticciano, che militano in Terza Categoria.
Dal 1973 al 1983 ha ospitato sette edizioni del Criterium Roccastrada, corsa ciclistica riservata ai professionisti. Vincitori sono risultati: Eddy Merckx (1973), Wladimiro Panizza (1974), Felice Gimondi (1975), Francesco Moser (1977), Gianbattista Baronchelli (1981 e 1983) e Giuseppe Saronni (1982).

## Galleria d'immagini

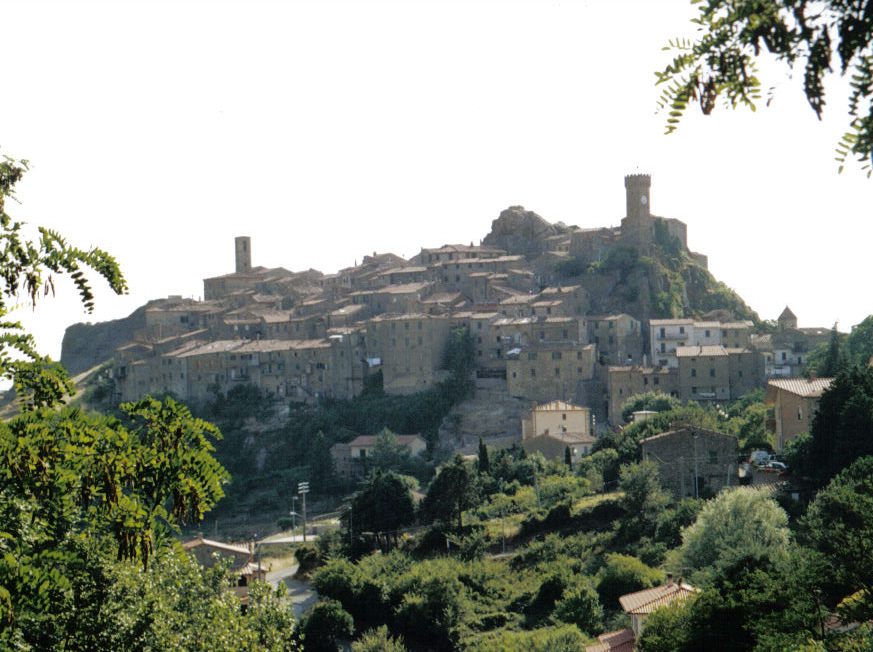
Roccatederighi
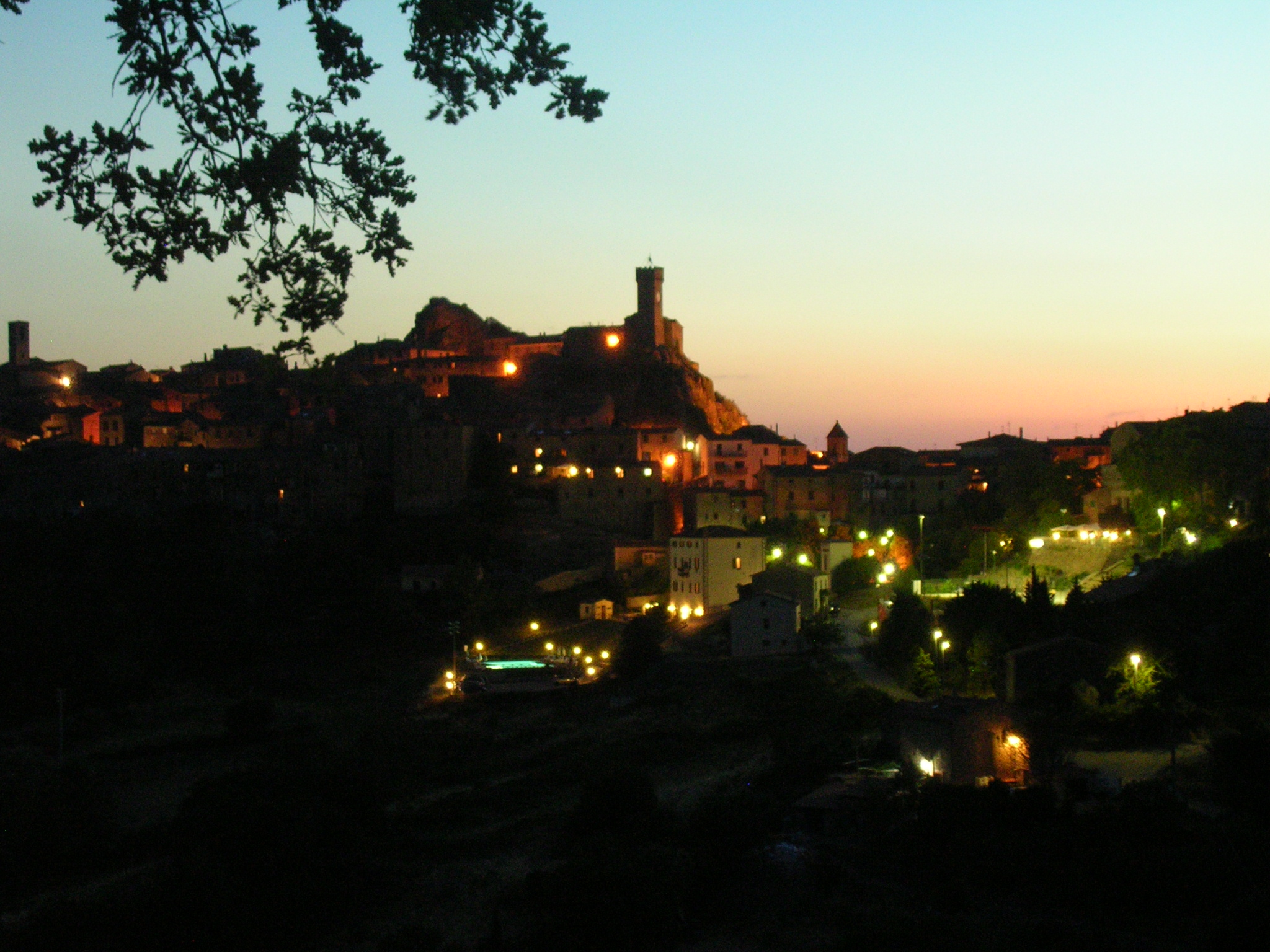
Veduta serale di Roccatederighi
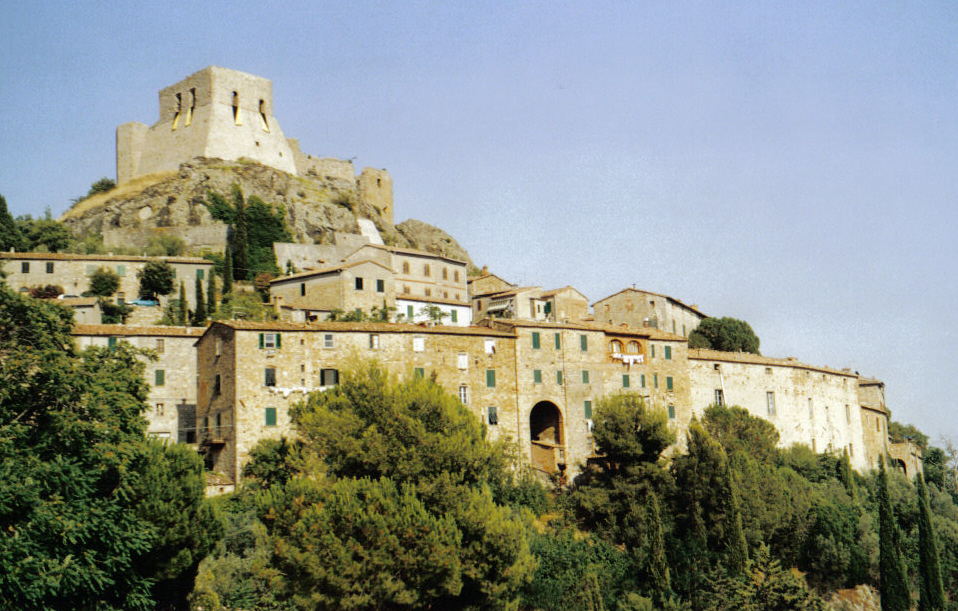
Montemassi
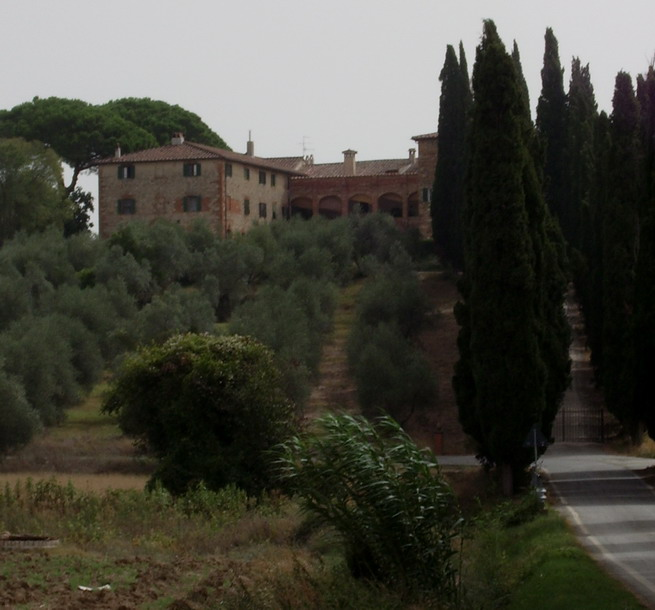
Fattoria di Monte Lattaia